# 偏诺皂苷元
偏诺皂苷元（英語：pennogenin），又译喷闹苷元，是一种天然甾体皂苷苷元，化学式C27H42O4，可见于主要存在于延龄草科重楼属及百合科植物中，在薯蓣属植物也有发现，如黄独、狭叶黄精、海南龙血树、重楼、延龄草、丫蕊花等物种。

## 结构
偏诺皂苷元结构为C-25位R构型的异螺甾烷醇，C-3位连有β-羟基，C-17位连有一个α-羟基。形成糖苷时，主要在苷元3位连糖成苷。

## 生物合成
偏诺皂苷元在植物体内由薯蓣皂苷元转化而来。植物通过甲羟戊酸途径合成2,3-氧化鲨烯，随后在环阿屯醇合酶环氧化形成环阿屯醇，环阿屯醇经过去甲基、还原、异构、羟化等多步反应合成薯蓣皂苷元，薯蓣皂苷元的C-17位的氢被羟基取代后就形成了偏诺皂苷元，偏诺皂苷元可进一步与葡萄糖、鼠李糖、阿拉伯糖形成相应的偏诺皂苷。